# Trigonella occulta
Trigonella occulta är en ärtväxtart som beskrevs av Nicolas Charles Seringe. Trigonella occulta ingår i släktet trigonellor, och familjen ärtväxter. Inga underarter finns listade i Catalogue of Life.